# Hat 2 da Back
Singles de TLC
What About Your Friends
(1992) Get It Up
(1993)
Hat 2 da Back est une chanson de l'artiste américain TLC. Il s'agit du dernier single de l'album Ooooooohhh... On the TLC Tip, sorti en février 1992.